# Bahnstrecke Weißig–Böhla
| |                      |                        |                        |
| Streckennummer: | 6274 (sä. WB)        |                        |                        |
| Kursbuchstrecke (DB): | 500                  |                        |                        |
| Streckenlänge: | 7,425 km             |                        |                        |
| Spurweite: | 1435 mm (Normalspur) |                        |                        |
| Streckenklasse: | D4                   |                        |                        |
| Stromsystem: | 15 kV, 16,7 Hz ~     |                        |                        |
| Streckengeschwindigkeit: | 160 km/h             |                        |                        |
| Zugbeeinflussung: | PZB                  |                        |                        |
| |                      |                        |                        |
| \| \| \| von Leipzig \| \| \| \| 0,00 \| Abzw Leckwitz \| Abzw Leckwitz \| \| \| \| nach Dresden \| \| \| \| 4,46 \| Großenhain–Priestewitz \| Großenhain–Priestewitz \| \| \| \| Bundesstraße 101 \| \| \| \| \| von Berlin \| \| \| \| 7,425 \| Abzw Kottewitz \| Abzw Kottewitz \| \| \| \| nach Dresden \| \| |                      |                        |                        |
| Strecke |                      | von Leipzig            | von Leipzig            |
| Blockstelle | 0,00                 | Abzw Leckwitz          | Abzw Leckwitz          |
| Abzweig geradeaus und nach rechts |                      | nach Dresden           | nach Dresden           |
| Kreuzung geradeaus oben | 4,46                 | Großenhain–Priestewitz | Großenhain–Priestewitz |
| Brücke |                      | Bundesstraße 101       | Bundesstraße 101       |
| Abzweig geradeaus und von links |                      | von Berlin             | von Berlin             |
| Blockstelle | 7,425                | Abzw Kottewitz         | Abzw Kottewitz         |
| Strecke |                      | nach Dresden           | nach Dresden           |

Die Bahnstrecke Weißig–Böhla ist eine zweigleisige, elektrifizierte Hauptbahn in Sachsen. Sie verläuft durch die Großenhainer Pflege und verbindet die Bahnstrecken Leipzig–Dresden und Berlin–Dresden zwischen den Abzweigstellen Leckwitz bei Weißig und Kottewitz bei Böhla miteinander. Die offizielle Eröffnung nach zweijähriger Bauzeit erfolgte am 3. Dezember 2010, die Betriebsaufnahme für Regelzüge zum Fahrplanwechsel am 12. Dezember 2010.
Das Vorhaben war Teil der zweiten Baustufe des Verkehrsprojekts Deutsche Einheit Nr. 9, die auch den Ausbau zwischen Riesa und dem Abzweig Röderau und den Ausbau zwischen Dresden-Neustadt und Coswig enthielt. Im Rahmen des Vorhabens soll im Fernverkehr zwischen Leipzig und Dresden weitgehend eine Geschwindigkeit von 200 km/h erreicht werden. Im Endzustand ist eine Reisezeit von 45 Minuten zwischen beiden Städten vorgesehen.

## Streckenverlauf

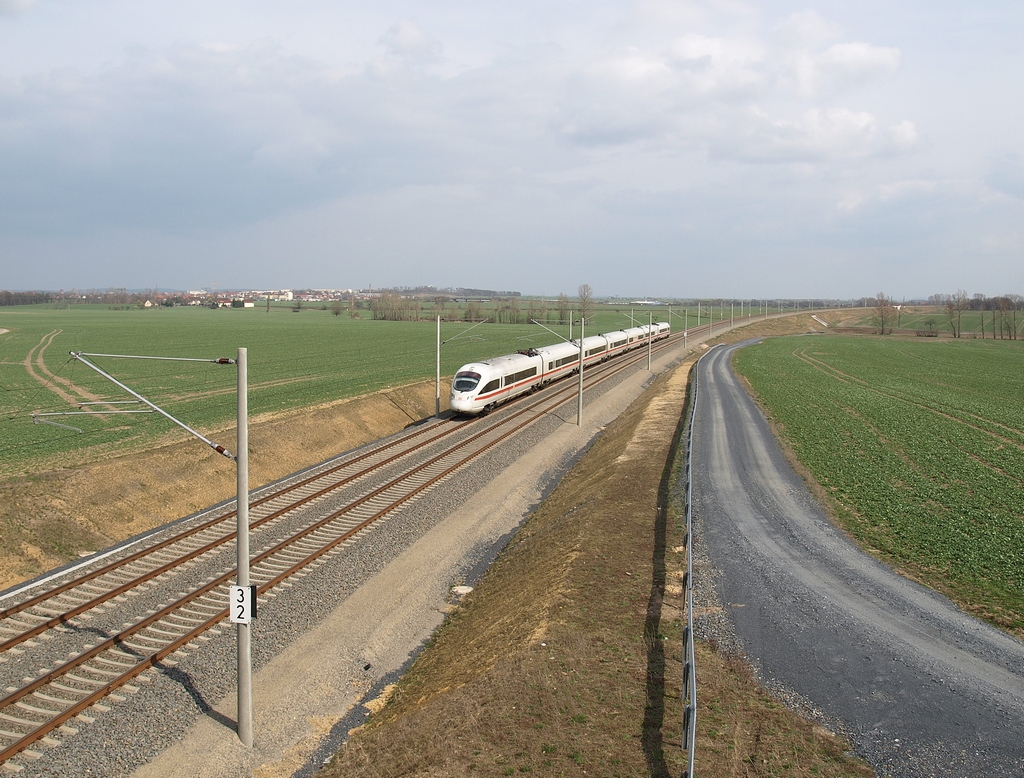
ICE nach Frankfurt (Main) auf der Verbindungskurve bei Strießen

Am Beginn der Strecke in Leckwitz bei Weißig wird die Bahnstrecke Leipzig–Dresden über vier im Zweiggleis mit 130 km/h befahrbare Weichen EW 60-2500-1:26,5-fb (2500 m Radius) höhengleich aus der Verbindungskurve ausgefädelt, die Fahrwege von Riesa nach Böhla und zurück verlaufen durch die Stammgleise dieser Weichen. Von dort verläuft die 7,425 Kilometer lange Verbindungskurve nördlich von Strießen, Priestewitz und Kottewitz durch die Großenhainer Pflege. Nördlich von Priestewitz überquert sie die Bahnstrecke Großenhain–Priestewitz und östlich von Kottewitz fädelt sie niveaufrei über mit auf eine Abzweiggeschwindigkeit von 200 km/h ausgelegte Weichen EW 60-7000/6000-1:42-fb (6000/7000 m Radius) in die Strecke Dresden–Elsterwerda (Berlin–Dresden) ein. Das Gleis der Fahrtrichtung Dresden–Leipzig wird dabei auf einem 160 m langen Überwerfungsbauwerk über die Strecke Berlin–Dresden geführt. In ihrem Verlauf überquert die Strecke auch die Bundesstraße 101; insgesamt zählen sechs Eisenbahnüberführungen zur Strecke. Die Dämme erreichen eine Höhe von bis zu 9 m.

## Geschichte

### Hintergrund
Bereits vor der Deutschen Wiedervereinigung gab es Überlegungen für eine Verbindung der beiden Strecken.
Im Bundesverkehrswegeplan 1992 war zunächst sowohl ein Ausbau der Berlin-Dresdner als auch der Dresden-Leipziger Bahn für hohe Geschwindigkeiten vorgesehen. Im Rahmen der Vorentwurfsplanung von 1992/1993 war dabei geplant, auf dem Weg von Leipzig nach Dresden Riesa südlich zu umgehen, bei Medessen die Bestandsstrecke zu kreuzen und bei Böhla in die aus Berlin kommende Strecke einzufädeln.
Nach einer Optimierung wurde der bei Riesa beginnende Neubaustreckenabschnitt verworfen. Stattdessen sollten auf dem rund 13 km langen Abschnitt zwischen Böhla und Radebeul nunmehr nur noch die Strecke Berlin–Dresden für den Schnellverkehr ausgebaut werden und eine Verknüpfung zur Strecke Leipzig–Dresden hergestellt werden. Damit sollten etwa 370 Millionen D-Mark eingespart, Eingriffe in Natur und Landschaft deutlich reduziert und Entmischung des schnellen und langsamen Verkehrs realisiert werden. Laut Bahnangaben von 2008 sei die Verbindungskurve die wirtschaftlichste Lösung, um Fern- und Regionalverkehr zu entmischen, indem der schnelle Fernverkehr im Zulauf auf den Knoten Dresden auf der Ausbaustrecke gebündelt wird und der langsamere Nahverkehr auf der Bestandsstrecke verbleibt. Ferner sollten damit der Fern- und S-Bahn-Verkehr zwischen Dresden-Neustadt und Coswig getrennt werden.
Am 8. Januar 1993 wurde eine Untersuchung für die Verknüpfung der beiden Strecken beauftragt. Im März 1993 wurde die Vorplanung für eine Verknüpfung zwischen Neumedessen (Strecke Leipzig–Dresden) und Böhla (Strecke Berlin–Dresden), einschließlich des Kockelsbergtunnels, bestätigt. Nach dem Planungsstand von Dezember 1995 sollte das Projekt zwischen Mitte 1998 und Anfang 2000 realisiert werden.
Durch das Projekt soll einerseits der Bahnverkehr von Nordwesten auf den Eisenbahnknoten Dresden gebündelt und andererseits der schnelle und langsame Verkehr im Zulauf entmischt werden. Als topografische Hürde ist der beim Oberauer Tunnel beschriebene Höhenzug zu meistern. Beide historische Lösungen beinhalten eine bogenreiche Trassierung zwischen Niederau und Priestewitz bzw. Weinböhla und Böhla, um entweder den Höhenunterschied mit zumutbarer Steigung zu überwinden oder eine kurze Tunnelstrecke zu erreichen. Durch die Einstellung des Regionalverkehres zwischen Radebeul-West und Großenhain über Weinböhla zu Beginn der 1990er Jahre kam man auf die Idee, diese Trasse für den zukünftigen schnellen Güter- und Personenverkehr zu nutzen. Daneben versprach man sich auch eine Entlastung des Bahnknotens Coswig vom Schienenfernverkehr mit Verdichtung des S-Bahn-Takts nach Meißen.

### Planung
Das gemeinsame Raumordnungsverfahren für die Südumfahrung Riesa und der Verbindungskurve wurde zunächst nicht eingeleitet. Im März 1995 wurde die Südumfahrung Riesa gestrichen. Im Mai 1995 lagen die Unterlagen für das Raumordnungsverfahren für die Verknüpfung und den anschließend vorgesehenen Neubauabschnitt zur Begradigung im Bereich des Kockelsberges fertig vor. Die Zustimmung der Deutschen Bahn AG stand Anfang 1996 noch aus. Im April 1996 war das Raumordnungsverfahren weiterhin in Vorbereitung.
Ursprünglich war eine Realisierung des Gesamtprojektes VDE Nr. 9 bis 1999 vorgesehen, aufgrund von fehlenden Finanzmitteln verzögerte sich jedoch der Baubeginn der Verbindungskurve. Im Jahr 2001 wurde das erste Baulos zwar ausgeschrieben, in der Folge jedoch zunächst nur archäologische Ausgrabungen durchgeführt und der Baubeginn verschoben. Die Ausschreibung erfolgte erneut im Jahr 2008; die Fertigstellung war dabei für 2011 vorgesehen. Insgesamt umfasste das Projekt fünf Baulose.
Die Planung sah vor, 17 Brücken und Durchlässe sowie 7 km Bahndamm neu zu errichten. Die Streckengeschwindigkeit liegt vorerst bei 160 km/h, wobei eine weitere Anhebung auf 200 km/h in der Planung berücksichtigt wurde. Derzeit ist die Strecke wie die Anschlussstrecken nur mit Punktförmiger Zugbeeinflussung ausgestattet.
Die Strecke war Gegenstand des Planfeststellungsabschnitts 2103 des Projekts, für den am 7. November 2001 der Planfeststellungsbeschluss erging. Am 24. Juli 2003 wurde die Finanzierungsvereinbarung geschlossen.

### Bau und Eröffnung

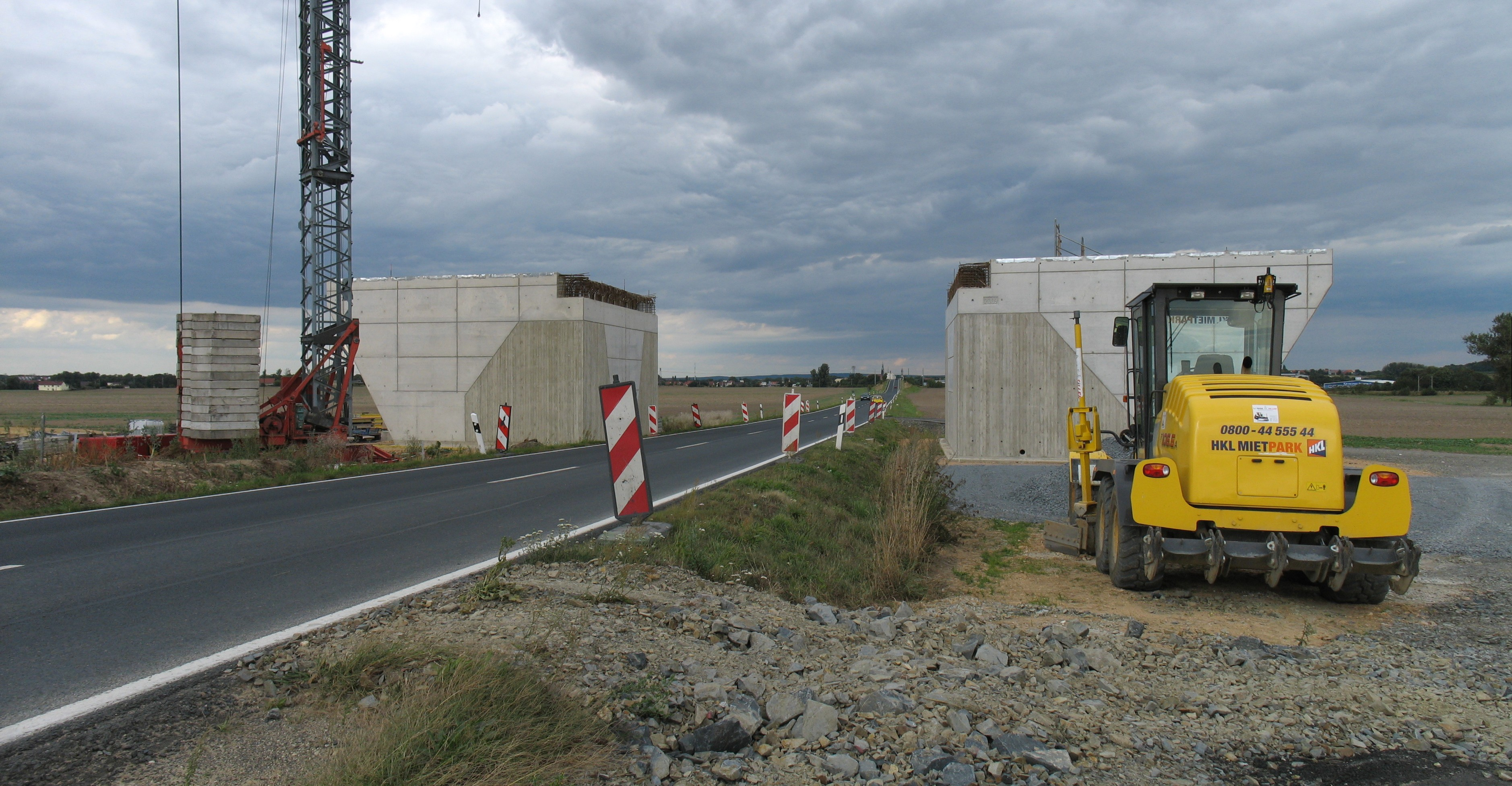
Brücke über die B 101 im Bau (30. August 2009)

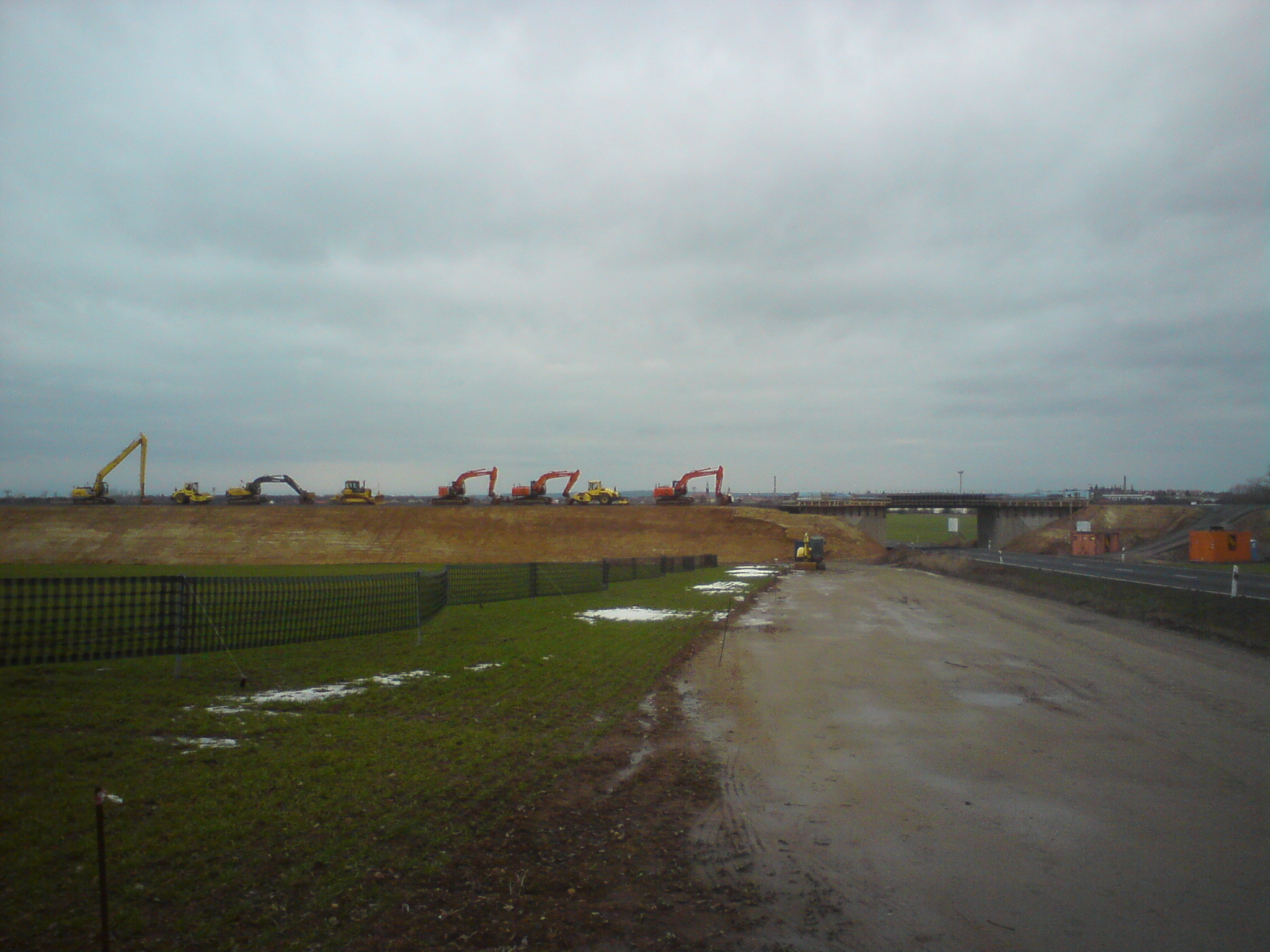
Errichtung des Bahndamms an der B 101 (28. Dezember 2009)

Vor Beginn der eigentlichen Bauarbeiten führte das Landesamt für Archäologie im Jahr 2002 Ausgrabungen durch. Im Verlauf der künftigen Trasse konnten Reste alter Ansiedlungen gesichert werden. Es wurde Schmuck aus der Römischen Kaiserzeit sowie Scherben und Holzpfosten gefunden, die auf Grundrisse ehemaliger Häuser schließen lassen. Der eigentliche Baubeginn im ersten Baulos erfolgte im Jahr 2008.
Die Bauarbeiten begannen im August 2008.
Das Projekt gliedert sich in zwei Teilabschnitte:
- Der Bauabschnitt 1 umfasste die Errichtung der Abzweigstelle Leckwitz (zwischen März und Dezember 2009) und die Errichtung des neuen Bahnkörpers (zwischen September 2009 und Mai 2010).
- Der Bauabschnitt 2 schloss die Errichtung der Abzweigstelle Kottewitz (zwischen Dezember 2009 und Dezember 2010), die Errichtung von ESTW-A in Weißig und Böhla sowie Rekultivierungsmaßnahmen ein.

Bis Anfang Dezember 2009 war der Bahndamm auf einer Länge von rund 5,5 km weitgehend fertiggestellt. Der Bau des letzten Abschnitts, mit der Einfädelung in die Berlin-Dresdner Strecke, wurde seit Mitte Dezember 2009 im Zuge einer einjährigen Vollsperrung des Streckenabschnitts Großenhain–Radebeul-Naundorf realisiert.
Die Bauarbeiten wurden am 5. Dezember 2010 abgeschlossen. Symbolisch eröffnet wurde die Strecke am 3. Dezember 2010, die Gesamtinbetriebnahme erfolgte zum Fahrplanwechsel am 12. Dezember 2010. Nachdem der schnellfahrende Reiseverkehr zwischen Leipzig und Dresden planmäßig einige Jahre nahezu vollständig über die Verbindungsstrecke Weißig–Böhla geführt wurden, war die Strecke zwischen 2017 und 2019 durch den Umbau im Bereich des Kreuzungsbauwerkes Radebeul und der Strecke DEK/6251 (Radebeul Abzw Az–Radebeul West) praktisch ungenutzt.

## Kosten
Die Gesamtkosten für die Verbindungskurve inklusive der Planungskosten betragen 89,3 Millionen Euro. Davon wurden bis Dezember 2008 etwa drei Millionen Euro für Grunderwerb und eine vorgezogen realisierte Straßenüberführung verausgabt.
2008 wurden die geplanten Kosten der Verbindungskurve mit 100 Millionen Euro beziffert.

## Technik
Der Abzweig Leckwitz wird aus dem Elektronischen Stellwerk (ESTW-Z) Priestewitz gesteuert, dazu wurde in Weißig ein ESTW-A errichtet. Im ESTW-Z Priestewitz wurde dazu ein zweiter Fahrdienstleiterbedienplatz eingerichtet. Für die Abzweigstelle Kottewitz an der Strecke Dresden–Elsterwerda (Berlin–Dresden) wurde das ESTW-A Kottewitz im Bereich des ehemaligen Bahnhofs Böhla errichtet.
Zur Nutzung der projektierten Fahrgeschwindigkeiten von 200 km/h ist ein Zugbeeinflussungssystem erforderlich, durch das Züge auch geführt werden können. Vorgesehen ist die Ausrüstung mit ETCS. Mitte 2015 liefen Vorbereitungen zur Ausrüstung der Strecke.
Die Überhöhung liegt bei bis zu 100 mm.